# Cantone di Lilla-Ovest
Il Cantone di Lilla-Ovest era una divisione amministrativa dell'arrondissement di Lilla.
È stato soppresso a seguito della riforma complessiva dei cantoni del 2014, che è entrata in vigore con le elezioni dipartimentali del 2015.
Comprendeva parte della città di Lilla ed i comuni di:
- Lambersart
- Marquette-lez-Lille
- Saint-André-lez-Lille
- Wambrechies